# 林間都市
林間都市（りんかんとし）は、小田原急行鉄道（現：小田急電鉄）によって20世紀初頭に開発が行われた計画都市。

## 概要
1927年（昭和2年）の小田急発足当時、田園都市株式会社による現在の田園調布に代表される田園都市開発や、阪神間で行われた小林一三の宅地開発に触発される形で小田急初代社長の利光鶴松により計画された計画都市である。神奈川県高座郡大野村上鶴間（現：相模原市南区）と同郡大和村下鶴間（現大和市）にまたがる小田急江ノ島線沿線に、南林間都市駅を中心にして放射された街路を碁盤目状にめぐらし、松林の中に高級住宅を点在させて公会堂や学園（現：大和学園聖セシリア）などを建設するほか松竹の撮影所を誘致し「学芸都市」、中央林間都市駅はテニスコート・ラグビー場・ゴルフ場(現：相模カンツリー俱楽部)・野球場・相撲場などのスポーツ施設を核とした「スポーツ都市」とし、快適な林間都市生活が楽しめる豊かな住宅都市をつくり出して、東林間都市駅に至っては成田市にある宗吾霊堂から本尊を勧請し分院を造り「門前町」にする計画があった。1931年頃から計画を進め翌1932年早々に分院の造営を完成し、1月20日から三日間、盛大に入仏式が行われ大層な盛況を呈した。ところが程なくして成田の本霊堂側と勧請に関しての話の行き違いがあり、結局すぐさま宗吾霊堂分院は取り壊されてしまった。
なお、「南林間都市」・「中央林間都市」・「東林間都市」という駅名は小田急江ノ島線の線形を南北とする見方によって命名された（つる舞の里歴史資料館に資料あり）が、本来の方角は反時計回りに20度ほど回したものであるため、「東林間都市」は実際には北西部に位置している。
1941年（昭和16年）に中央林間都市駅・南林間都市駅と共に駅名より「都市」が外されて現在に至る。
その後、工場を誘致し、産業都市を建設する構想に転換した。
「林間都市」の名は、この地区に平地林が広がっていたことによる。
その計画の第一段階として、相模大野から南林間までの土地を買収し、江ノ島線に東林間都市駅、中央林間都市駅、南林間都市駅（いずれも現在は駅名に「都市」がついていない）を設置した後、南林間都市駅を中心に開発と宅地の分譲を開始し、購入者には3年間の無賃乗車特典を付ける等の購入意欲を盛り上げるような販売戦略を行ったものの、当時としては都心から遠すぎたことや小田急沿線でも成城など他の宅地開発があったことから、思うように分譲が進まないうちに軍都計画の進行や太平洋戦争の勃発で林間都市構想は頓挫、1941年（昭和16年）10月15日には設置した3駅から「都市」を取り除いた。
その名残で、今も南林間に1条通りや2条通り...といった道で区切られた京都の碁盤状の街が少し残っている。(京都市の記事を参照)

## その後
戦後、高度経済成長による宅地需要の増大と、南林間駅西口からは日産自動車座間工場への路線バスが発着し通勤需要が高まるに加え、当時はまだ相模大野駅と大和駅には待避線が無かった一方、南林間駅は待避線を備えていたことから回送列車の待避や、急行の各停との接続や追い抜きが可能であった。このことにより1965年（昭和40年）に南林間駅が急行停車駅に指定され、都心とのアクセスも向上し、南林間駅周辺を中心に宅地化が進んだ。
さらに1984年（昭和59年）に東京急行電鉄田園都市線が中央林間駅まで延伸し、それに伴って1990年（平成2年）から小田急江ノ島線の急行が中央林間駅にも停車するようになり、利便性が向上した。バブル期には郊外の宅地需要増加を背景に、新宿駅や渋谷駅、横浜駅などの複数のターミナルへ最短35分 - 1時間以内でアクセスできる利便性から、南林間駅と中央林間駅を中心にベッドタウンとして、急速に宅地化が進んだことで、都市を外された後に満を持して都市と名乗るにふさわしい発展を遂げた。